# Getting Evidence
Getting Evidence è un cortometraggio muto del 1906 diretto da Edwin S. Porter e Wallace McCutcheon, conosciuto anche con il titolo lungo Getting Evidence, Showing the Trials and Tribulations of a Private Detective.

## Trama
Un investigatore privato è incaricato di pedinare la moglie del cliente che, geloso, gli chiede di ottenere le prove fotografiche dell'infedeltà della moglie.

## Produzione
Il film fu prodotto dalla Edison Manufacturing Company. Venne girato a New York e ad Asbury Park, nel New Jersey.

## Distribuzione
Distribuito dalla Edison Manufacturing Company, il film - un cortometraggio in una bobina - uscì nelle sale cinematografiche USA nell'ottobre 1906.
Copia della pellicola viene conservata negli archivi del Museum of Modern Art.